# ديمقراطية سوفيتية
الديمقراطية السوفيتية (في بعض الأحيان ديمقراطية المجلس) هي نظام سياسي تُمارس فيه السوفيتات المنتخبة بشكل مباشر (المعنى الروسي «للمجلس») حكم الجمهور، وتكون المجالس مسؤولة مباشرة أمام ناخبيها وتلتزم بتعليماتهم. يتناقض مثل هذا التفويض الإلزامي مع الولاية الحرة التي يكون فيها المندوبون المنتخبون مسؤولين عن ضميرهم فقط. وعليه، يجوز فصل المندوبين من مناصبهم في أي وقت أو التصويت على استبعادهم (انتخابات العزل).
كان الناخبون في ظل الديمقراطية السوفيتية يُنظَمون ضمن وحدات أساسية مثل عمال شركة ما أو سكان منطقة أو جنود ثكنات، ويرسلون المندوبين بشكل مباشر بصفتهم موظفين عموميين يعملون باعتبارهم مشرعين وحكومة ومحاكم في وظيفة واحدة، وعلى النقيض من النماذج الديمقراطية السابقة وفقًا للوك ومونتسكيو، لا يوجد فصل بين السلطات. تُنتخب المجالس على عدة مستويات، فعلى مستوى السكن والعمل يُرسل المندوبون إلى المجالس المحلية في الجمعيات العامة، ويمكن لهذا بدوره تفويض الأعضاء إلى المستوى التالي، ويستمر نظام التفويض ليصل حتى كونغرس السوفيتات على مستوى الولاية، وترتبط المستويات عادة بالمستويات الإدارية.

## المفهوم
تبدأ هذه العملية عندما ينتخب عمال إحدى المدن السوفيت المحلية، إذ ينتخب كل مكان عمل أو منطقة أو ثكنة مندوبين يمثلونهم ويجتمعون في جمعية محلية. تتولى هذه الهيئة السلطة التشريعية والتنفيذية لتلك المدينة، وقد تنتخب السوفيتات المحلية مندوبين لمجلس ذي مستوى أعلى. يمكن للسوفيتات الاستمرار في انتخاب مجالس أعلى لكل منطقة إدارية، وتتمتع كل سوفيت بسلطة تشريعية تنفيذية على الأراضي التي تحكمها.
تنتخب كل سوفيت وتشكل كونغرس السوفيتات الذي يُعتبر الهيئة الحاكمة العليا للأمة، ويمكن تسميته أيضًا باسم «السوفيت العليا» أو «السوفيت الوطنية». يتشكل كونغرس السوفيتات من قبل المندوبين المنتخبين باختيار كل سوفيت ويجتمعون كلهم في جمعية عامة للحكم. يمكن لكونغرس السوفيتيات سن القوانين وإدارة الاقتصاد والمرافق العامة، إذ أنه ليس مجرد هيئة اقتصادية بل يعمل بصفته حكومة للأمة.
يمكن لكل سوفيت انتخاب لجنة تنفيذية صغيرة تتناول الشؤون اليومية للأراضي التي يحكمها الاتحاد السوفيتي، وتكون اللجنة التنفيذية تابعة للسوفيت وبالتالي لابد أن تتوافق تصرفاتها مع التشريع السوفيتي، ولا تعمل في الأوقات التي تعقد فيها السوفيت جلسة، ومن المحتمل أنهم استعاروا هذه الطريقة من الديمقراطية الأثينية.
يزعم المؤيدون أن هذا الشكل من أشكال الحكم هو طريقة يمكن من خلالها ممارسة دكتاتورية البروليتاريا في صفوف أعداد كبيرة من السكان. تُعتبر الديمقراطية السوفيتية ديمقراطية بالوكالة، وتفترض النظرية أنه يمكن لأعضاء السوفيتات المقربين من هؤلاء العمال أو الأعضاء ذوي المراتب الأدنى من السوفيت الذين يمثلونهم، ترجمة قرارات الشعب بدقة إلى تشريعات وأن يكونوا أكثر استجابة من الديمقراطية البرلمانية المركزية. تعتمد الديمقراطية السوفيتية على الديمقراطية المباشرة في نهاية المطاف، ولاسيما من خلال تأييدها للمندوبين القابلين للاسترداد من الخدمة.
وفقًا لشيوعييّ المجلس، فإن السوفيتات هي الشكل الطبيعي لتنظيم الطبقة العاملة خلال الثورة البروليتارية، فالعمال يخلقون السوفيتات بشكل طبيعي من خلال تشكيل لجنة إضراب تتألف من مندوبين عن العمل، تتولى تنسيق إجراءات العمل في المنطقة عندما تصبح النقابات العمالية غير فعالة، ومن ثم تأخذ هذه اللجنة على عاتقها أداء مهام الدولة العاجزة وتصبح بعدها السوفيت. يُنظر إلى مجالس العمال على أنها تدير الاقتصاد على أساس الإنتاج بهدف الاستخدام والملكية المشتركة في مجتمع شيوعي بمرحلة أدنى.

## التاريخ في روسيا والاتحاد السوفيتي
تشكلت السوفيتات الأولى التي تُعرف أيضًا باسم مجالس العمال، بعد الثورة الروسية في عام 1905. كان لينين والبلاشفة ينظرون إلى السوفيت باعتبارها الوحدة التنظيمية الأساسية للمجتمع ضمن نظام اشتراكي، وأيدوا هذا الشكل من أشكال الديمقراطية. لعبت السوفيتات دورًا كبيرًا في ثورتي فبراير وأكتوبر، وكانت تمثل في ذلك الوقت مجموعة متنوعة من الأحزاب الاشتراكية إضافة إلى البلاشفة.
تشكلت السوفيت الأولى في مايو من عام 1905 (شمال شرق موسكو) خلال الثورة الروسية في عام 1905 (إيفانوفسكي السوفيتي)، وذلك بحسب ما ورد في التاريخ الرسمي للاتحاد السوفيتي. يدعي اللاسلطوي الروسي فولين في مذكراته أنه شهد بدايات الاتحاد السوفيتي في سانت بطرسبرغ في يناير من عام 1905. تميز العمال الروس بتنظيمهم الكبير في مطلع القرن العشرين، الأمر الذي أدى إلى زعامة نقابية تحت رعاية حكومية، ومع تسبب الحرب الروسية اليابانية (1905- 1904) في عام 1905، في زيادة الضغوط المفروضة على الإنتاج الصناعي الروسي، بدأ العمال بالإضراب والتمرد. مثلت السوفيتات حركة للعمال المستقلين، وهي عبارة عن حركة تحررت من إشراف الحكومة على النقابات العمالية. نشأت السوفيتات في مختلف المراكز الصناعية في روسيا، وتنظمت على مستوى المصنع، واختفت بعد ثورة عام 1905، إلا أنها عادت للظهور تحت القيادة الاشتراكية خلال الثورات التي حصلت في عام 1917.
قد تنتخب السوفيتات المحلية في روسيا ما بعد الثورة، ممثلين لتشكيل الاتحاد السوفيتي الإقليمي، الذي سينتخب بدوره ممثلين لتشكيل السوفيتات الأعلى، هكذا حتى الوصول إلى كونغرس السوفيتات، ليصبح في وقت لاحق مجلس السوفيت الأعلى هو الهيئة التشريعية الأعلى في البلد بأسره.
لم يحصل البلاشفة إلا على نسبة قليلة من الأصوات في انتخابات الجمعية التأسيسية الروسية بعد تأسيس حزب لينين، إذ عمل على حله بالقوة بعد اجتماعه الأول، مستشهدًا برفض اليمينيين من الحزب الثوري الاشتراكي والمناشفة لتكريم سيادة الديمقراطية السوفيتية، بحجة أن النظام الذي تتمتع فيه الديمقراطية التمثيلية بالسيادة لا يمكنه تمثيل العمال تمثيلًا عادلًا بسبب هيمنة البرجوازية عليه من الناحية العملية، وأن التمثيل النسبي لم يأخذ في الاعتبار انقسام الحزب الجمهوري الاشتراكي، وأن السوفيتات مثلت رأي الشعب بشكل أكثر دقة، (في الوقت الذي حصل فيه البلاشفة على الأغلبية)، وهذا ما تغير في انتخابات السوفيتات في الفترة الواقعة بين موعد الانتخابات للجمعية والجلسة الأولى لها. ذكر لينين بشكل صريح أن الديمقراطية لا تشمل أولئك الذين يُعتبرون من البرجوازيين.
اضطر البلاشفة بعد الثورة للدفاع عن الحكومة التي تشكلت حديثًا في الحرب العالمية الأولى والحرب الاهلية الروسية. تشكل العديد من التأثيرات المترتبة على الحروب التي نشبت ضد الحكومة السوفيتية الجديدة، جزءًا من العوامل التي أدت إلى انحدار الديمقراطية السوفيتية في روسيا (بسبب السلطة التي استولت عليها الدولة في زمن الحرب)، ولظهور الهيكل البيروقراطي الذي حافظ على قدر كبير من السيطرة طيلة تاريخ الاتحاد السوفيتي، وذلك بحسب ما أدلى به عدد من النقاد. يعتقد البعض أن هنالك ضربة رئيسية واحدة ضد الديمقراطية السوفيتية حدثت في مارس من عام 1918، عندما حُلَّت سوفيتات المدن التسع عشرة والتي كانت قد انتخبت خلال الربيع بواسطة سلسلة من الانقلابات البلشفية، لأن العمال أعادوا أغلبية المنشفيك أو الغالبية الاشتراكية غير البلشفية.
لم يعالج لينين هذه الأحداث بشكل مباشر، فقد زعم أن السوفيتات ومبدأ الديمقراطية المركزية داخل الحزب البلشفي ما زالا يضمنان الديمقراطية. ومع ذلك، أصدر لينين حظرًا «مؤقتًا» على الفصائل في الحزب الشيوعي الروسي، ظل حتى حدوث ثورات عام 1989، وبحسب ما جاء به بعض النقاد، فقد جعل لينين الإجراءات الديمقراطية داخل الحزب مجرد إجراء شكلي خاوي، وساعد ستالين في ترسيخ المزيد من السلطة تحت حكم الحزب. تحولت السوفيتات إلى بنية بيروقراطية استمرت حتى بقية تاريخ الاتحاد السوفيتي وكانت تحت سيطرة مسؤولي الحزب والمكتب السياسي بشكل تام.
يجادل عدد من المؤرخين الآخرين أمثال روبرت دبليو. ثورستون، أنه عندما أصبحت قمة النظام السوفيتي بيروقراطية إلى حد كبير، ظلت المستويات المحلية للمجتمع قائمة على المشاركة، وكتب: «في ظل السكينة والهدوء والرصانة ما كان لأي عامل أن يجرؤ على القول إن الاشتراكية كانت نظامًا رديئًا أو أن ستالين كان غبيًا»، ولكنه يقول بعد ذلك بأن هذه الحدود سمحت للمواطنين بالمشاركة الفعلية فيما يتعلق بأوضاعهم بشكل مباشر، وتعني المشاركة المحلية «في نهاية المطاف خضع القليل نسبيًا لسيطرة الحكومة أو المرسوم الحزبي».